# André Diogo Martins dos Santos
André Diogo Martins dos Santos (Ilha Graciosa, Açores, Portugal — 8 de Março de 1871) foi um jornalista português exerceu o cargo de professor de instrução primária na escola da freguesia da Sé (Angra do Heroísmo) da Cidade de Angra do Heroísmo. Colaborou em vários jornais dos Açores.

## Escreveu
- Compêndio de aritmética para uso das escolas.